# Katsuo Kanda
Katsuo Kanda, född 21 juni 1966 i Niigata prefektur, Japan, är en japansk tidigare fotbollsspelare.